# THE STORY GOES ON
『THE STORY GOES ON』（ザ・ストーリー・ゴーズ・オン）は、EARTHSHAKERの22枚目のオリジナル・アルバム。

## 概要
デビュー35周年記念アルバムであり、
西田昌史のソロ・アルバム『GARAGE』と同時リリースされた。
キーボーディストの永川敏郎がレコーディングに全面参加し、5人編成で制作された。

## 収録曲
（全作詞：西田昌史、全作曲（特記以外）：石原慎一郎）
1. THE STORY GOES ON
2. DREAM OUT LOUD
  - 作曲：西田昌史
3. 愛の歌よ泣かないでくれ
4. BRIGHT LIGHT AND SHADOW
5. 旅人のララバイ
  - 作曲：永川敏郎
6. KICK TO THE HEART
7. PRIDE AND DESTINY
  - 作曲：西田昌史
8. #9
インストゥルメンタル曲であり、「ナンバーナイン」と読む[1]。
9. 狂おしく激しきこの夢と
10. 星に願いを
  - 作曲：永川敏郎